# Elaine Hendrix
Katherine Elaine Hendrix (Oak Ridge, Tennessee, 28 de diciembre de 1970) es una actriz estadounidense. Es conocida por sus papeles e interpretaciones en películas como The Parent Trap (1998), Romy and Michele's High School Reunion (1997), Superstar (1999), Inspector Gadget 2 (2003) y el documental ¿¡Y tú qué sabes!? (2004).

## Primeros años
Hendrix nació y creció en Tennessee, pero a la edad de 15 años se mudó a Atlanta (Georgia), donde estudió en la Northside School of Performing Arts. Se volvió una bailarina profesional con The Gary Harrison Dance Co. en sus años en la universidad. Más tarde fue modelo para compañías como Nike y Levi's.

## Carrera
Después de recuperarse de un accidente, Hendrix fue incluida en el elenco de la serie de televisión Get Smart en 1995. También ha aparecido en series de televisión como Joan de Arcadia, Friends, CSI: Crime Scene Investigation, y un papel recurrente en la serie Married with Children, ha actuado en las películas Romy y Michele's High School Reunion (1997), The Parent Trap (1998), Inspector Gadget 2 (2003), e hizo parte del elenco del documental de 2004, ¿¡Y tú qué sabes!? y 2006, ¿¡Y tú qué sabes!?: Dentro de la madriguera.
En el año 2019, es contratada por The CW para ser parte del elenco de Dynasty para tomar el papel de Alexis Carrington, reemplazando a Nicollette Sheridan.

## Activismo y esfuerzos humanitarios
Hendrix es una activista y celebridad portavoz de los derechos de los animales. Ha participado en muchas protestas en contra de la crueldad con los animales. Es una humanitaria, que participa regularmente en What a Pair, un rendimiento anual de las mujeres contra el cáncer de mama.

## Filmografía
| 1992      | Last Dance                                  | Kelly             |                         |         |                                    |
| 1995      | Get Smart                                   | Agente 66         | Papel principal         |         |                                    |
| 1995—1997 | Married with Children                       | Elaine/Sandy      | 2 episodios             |         |                                    |
| 1996      | Enredos de amor                             | Robin             | Papel de apoyo          |         |                                    |
| 1996      | The Munsters Scary Little Christmas         | Marilyn Munster   | Papel de apoyo          |         |                                    |
| 1997      | Romy y Michele's High School Reunion        | Lisa              | Papel de apoyo          |         |                                    |
| 1998      | The Parent Trap                             | Meredith Blake    | Antagonista             |         |                                    |
| 1999      | Superstar                                   | Evian             | Papel principal         |         |                                    |
| 1999      | Molly                                       | Jennifer Thomas   | Papel de apoyo          |         |                                    |
| 2000      | Accede a tus cosas                          | madre             | Papel de apoyo          |         |                                    |
| 2001—2002 | The Chronicle                               | Kristen Martin    | Papel recurrente        |         |                                    |
| 2002      | Mr. St. Nick                                | Heidi Gardelle    | Villana                 |         |                                    |
| 2002      | Friends                                     | Sally             | 1 episodio              |         |                                    |
| 2003      | Inspector Gadget 2                          | G2                | Papel principal         |         |                                    |
| 2003—2005 | Joan de Arcadia                             | Sra. Lischak      | Papel recurrente        |         |                                    |
| 2004      | ¿¡Y tú qué sabes!?                          | Jennifer          | Papel principal         | Charmed | Personaje de apoyo \|\| 1 episodio |
| 2005      | CSI: Miami                                  | Joann Nivens      | 1 episodio              |         |                                    |
| 2005      | Ghost Whisperer                             | Sandra Holloway   | 1 episodio              |         |                                    |
| 2006      | ¿¡Y tú qué sabes!?: Dentro de la madriguera | Jennifer          | Papel principal         |         |                                    |
| 2006      | ER                                          | Brinn             | 1 episodio              |         |                                    |
| 2007      | Tru Ser Querido                             | Sra. Muller       | Papel de apoyo          |         |                                    |
| 2008      | Reproductor 5150                            | Sra. Lanzelin     | Papel de apoyo          |         |                                    |
| 2009      | Privileged                                  | Elyse Valencour   | 2 episodios             |         |                                    |
| 2009      | "Castle"                                    | Melissa Talbot    | Episodio 5, temporada 2 |         |                                    |
| 2010      | Good Intentions                             | Etta Milford      | Papel principal         |         |                                    |
| 2010      | Beverly Hills Chihuahua 2                   | Colleen Mansfield | Antagonista             |         |                                    |
| 2010      | The Mentalist                               | \| 1 Episodio     |                         |         |                                    |
| 2011      | Fading of the Cries                         |                   |                         |         |                                    |
| 2019      | Dinastía                                    | Alexis Carrington | Papel Principal         |         |                                    |